# 工具鏈
在開發軟體過程中，一組工具鏈（英語：toolchain）是一系列用於製作軟體程式的工具。這些工具一般一個接一個地運用，上一個工具的輸出即是下一個工具的輸入，因此得名。但工具鏈這個詞彙也可指涉這些工具並無此相依執行的限制。
通常一個軟體開發的工具鏈由以下組成：
- 編譯器
- 链接器（將原始碼/目的碼轉換成可執行程式檔）
- 函式庫（提供與作業系統之間的界面）
- 除錯器（用來測試、除錯所產出的程式）

例如：GNU toolchain。
一個複雜的軟體產品，例如影音電玩，就需要準備音效、音樂、3D模型與動畫處理，處理這些資源的工具就需要組合這些元素成最終產品。
工具鏈與整合開發環境形成對照，分別代表了兩種不同風格的軟件開發環境。